# Altaussee
Altaussee je obec v Rakousku ve spolkové zemi Štýrsko v okrese Liezen. V roce 2017 zde žilo 1879 obyvatel. V dolu nedaleko obce byly ke konci 2. světové války ukryty umělecké sbírky uloupené nacisty v okupované Evropě. Našlo se zde skoro 7000 děl. Byly mezi nimi například slavný Gentský oltář bratří Eycků nebo Michelangelova Madona z Brugg, ale též náš cyklus Mistra vyšebrodského oltáře.

## Významní rodáci
- Barbara Frischmuth (* 1941), rakouská spisovatelka a překladatelka